# Brian Merriman
Pour les articles homonymes, voir Merriman.
Brian Merriman (en irlandais Brian Mac Giolla Meidhre ; né vers 1749 à Ennistymon dans le comté de Clare et mort le 27 juillet 1805) est un professeur et poète irlandais. Son seul ouvrage connu, un poème de quelque mille vers, Cúirt An Mheán Oíche (The Midnight Court, Le Tribunal de minuit) est généralement considéré comme le plus grand poème comique de l'histoire de la littérature irlandaise.

## Biographie
Merriman est le fils illégitime d'une femme surnommée Quilkeen ; le nom de son père est demeuré inconnu.
Peu de temps après sa naissance, sa mère se remarie avec un tailleur de pierre. La famille déménage à Feakle, toujours dans le comté de Clare, où Merriman, plus tard, sera propriétaire d'une ferme de 80 hectares. Il a enseigné dans une école (une hedge school (en)) à Kilclaren, près de Feakle. Il s'est marié vers 1787 et a eu deux filles. En 1797, la Royal Dublin Society lui a attribué deux prix pour sa récolte de lin. Vers 1800, il déménage pour le comté de Limerick, où il tint une école jusqu'à sa mort. Il est enterré dans le cimetière de Feakle.

## Cúirt An Mheán Oíche
Comme beaucoup de poèmes gaéliques, Cúirt An Mheán Oíche n'a été longtemps connu que par la tradition orale. La première édition est celle de l'érudit irlandais John O'Daly, en 1850. La première traduction anglaise est celle de Michael O'Shea, Boston, 1897. Beaucoup d'autres traductions ont paru, notamment celles de Arland Ussher (en), Frank O'Connor, Edward Pakenham (en), David Marcus, Ciarán Carson, Thomas Kinsella (en), Seamus Heaney (partielle). Brendan Behan est réputé en avoir effectué une traduction, non publiée et perdue. La traduction de O'Connor, la plus connue, a été interdite en 1946 par le Censorship Board (en) d'Irlande pour son contenu trop explicitement sexuel.

### Traduction française
La seule traduction française est une adaptation libre (en vers) de René Agostini, d'après les traductions anglaises de Frank O'Connor, Thomas Kinsella, Daniel Corkery (en), Seamus Heaney et David Marcus (l'Harmattan, coll. « Poètes des cinq continents », 2000  (ISBN 2-7384-9133-2)).